# Los Sims 2: y sus hobbies
Los Sims 2: Y sus Hobbies (título original: The Sims 2: FreeTime) es la séptima expansión lanzada en la saga de juegos de PC, Los Sims 2. Esta nueva expansión agrega nuevas actividades, carreras y aspiraciones para los Sims. Las nuevas actividades incluyen desde crear jarras en el torno de alfarería, construir trenes a escala o jugar al fútbol, hasta buscar vida extraterrestre.

## Características
Los Sims 2: Y sus Hobbies añade al juego 10 tipos de hobbies que los sims pueden practicar: Cocina, Cine y Literatura, Juegos, Manitas, Ciencia, Arte y Escultura, Deportes, Naturaleza, Fitness (ejercicio), Música y Danza.
Según vayan los sims poniendo más entusiasmo y emoción a sus hobbies, se irán desbloqueando nuevos elementos y objetos relacionados y expandiendo nuevas posibilidades de disfrutar el hobby. 
Cuando consiguen algunos puntos, se desbloquea un solar secreto relacionado con el hobby. El sim recibe una visita de otro sim, que le entrega un carné de miembro que se puede utilizar para visitar el solar desbloqueado; también puede invitar a otros sims a ir con él.
Cuando el sim alcanza el máximo de su hobby, es decir, completa todos los puntos de su hobby (de la misma forma que se completan los puntos de habilidad), entra en la zona. Cuando está haciendo actividades relacionadas con ese hobby se cubrirá de una aura brillante y se olvidará de todo lo demás.

### Hobbies

#### Música y Danza
Hay un nuevo micrófono con el que pueden cantar los sims . También pueden bailar ballet también podrás hacer conciertos y disfrutar de ellos

#### Manitas
Se puede adquirir un coche roto para que los sims lo arreglen, desarrollando así el hobby de Manitas. Una vez terminado, se puede conducir y utilizar el coche como cualquier otro de los vehículos, aunque no se disponga de la expansión Noctámbulos. Sólo hay un modelo de coche roto, pero existen diferentes opciones para personalizarlo, y mientras se arregla, puede darse alguna que otra sorpresa.
También se tiene la posibilidad de cambiar al coche de color.

#### Arte y manualidades
Las actividades relacionadas con este hobby incluyen por ejemplo, pintar. Los nuevos objetos relacionados son la máquina de coser y el torno de alfarero, que otorgan insignias de talento, aún sin la expansión de Los Sims 2 Abren Negocios.

#### Cocina
Incluye cocinar, estudiar cocina, mirar programas de televisión relacionados, etc. Este hobby permite a los sims destrabar nuevas comidas. También se puede entrar a un concurso de cocina. Donde puedes preparar tu Propio plato y ganar el concurso.

#### Cine y Literatura
Se mejoró el sistema para escribir novelas en la computadora, y ahora los Sims pueden elegir la tapa de su libro, el título y la trama. Además, cuando leen un libro podemos elegir cuál, además de poder elegir diferentes películas para ver en la televisión. 

#### Ejercicio
Además de las actividades incluidas anteriormente -como hacer ejercicios o yoga- ahora los sims pueden trotar, usar bicicletas fijas y tomar bebidas energizantes. 

#### Juegos
El entusiasmo por esta actividad crece cuando el sim participa de distintos juegos, como el ajedrez o el pool. Además se agregan nuevos juegos para el ordenador.

#### Naturaleza
Para aumentar el entusiasmo por este hobby, los sims pueden coleccionar insectos u observar pájaros. También sube el entusiasmo por la naturaleza al subir los puntos de limpieza.
Además entre más tiempo se le dedique al jardín, más entusiasmo le causa en la naturaleza.
Si se posee Los Sims2 Bon voyage puede también estar en las tiendas de campañas.

#### Ciencia
Se añade una granja de hormigas y nuevas acciones para realizar con el telescopio, como buscar planetas o constelaciones.

### Medidor de aspiraciones para toda la vida
Este nuevo medidor se añade en esta expansión, y se basa en la cantidad de deseos que cumpla el sim, pero puede bajar el medidor de aspiraciones. Si asciende, el sim obtendrá puntos especiales de aspiración, que podrá gastar en beneficios que se seleccionan en un panel nuevo, dividido por categorías: Necesidades, Trabajo, Conocimientos y Segunda Aspiración. Este panel se asemeja al que aparece en la expansión Abren Negocios, con los puntos de recompensa del negocio.

### Segunda aspiración
Se puede elegir una segunda aspiración, que permite a los sims acceder a deseos y beneficios de Segunda Aspiración previamente inaccesibles en un panel de recompensas nuevo. Aparece una aspiración, que ya aparecía en Noctámbulos, de queso fundido: el sim con esta aspiración engordará menos y no irá tanto al baño.

### Nuevas insignias de talento
En Los Sims 2 Y Sus Hobbies hay nuevas formas de conseguir insignias de talento, al igual que en la expansión Los Sims 2 Abren Negocios. Las insignias de talento se consiguen con la práctica y hacen que un sim sea bueno en una cosa, pueden ser de bronce, plata y oro. Por ejemplo, con la nueva máquina de coser, si tienes la insignia de oro podrás tejer todas las opciones disponibles y si tienes la insignia de bronce tan sólo puedes coser unas pocas cosas.

### Nuevos objetos destacados
Hay dos nuevos objetos: máquina de coser y torno de alfarero.
En la nueva máquina de coser se pueden hacer ositos de peluche, cortinas, cortinas anchas, quilts, ropa, manoplas de cocina, y ropa personalizada. En la opción “ropa personalizada…” se puede crear ropa propia aplicando las texturas que se deseen y puede regalarse a otros sims o venderse. Sólo pueden utilizarse las texturas que entran con el juego, pero hay gran variedad de ellas. Cuando se acabe, le puedes poner un nombre y una descripción a la creación. Se puede crear ropa para sims de todas las edades y de chico o chica.
Con la máquina de alfarería los sims pueden crear ollas, jarrones, platos, juegos de té que también se pueden vender y regalar. Al crear este tipo de objetos se puede elegir su diseño y color, poner un nombre y una descripción al gusto.

### Concursos de cocina
Tus Sims se pueden apuntar a concursos de cocina. Para apuntarse puedes cocinar la comida en ese mismo solar o cocinarla desde casa, y luego tendrás la opción de elegirla de tu inventario. Una vez te hayas apuntado al concurso se irá apuntando más gente y después vendrá el jurado para probar la comida y decidirá el ganador. Si tu sim gana el concurso, obtendrá un bonito diploma y 500 simoleons que se podrá gastar en lo que quiera.
También puedes crear tu propio concurso de comida en cualquier solar comunitario. Lo único que tienes que hacer es poner la mesa especial para concursos y ¡listo!

### Nuevos objetos para los niños
Uno de los nuevos objetos para niños que incluye esta expansión es una mesita de actividades para niños e infantes. Puede ser para pintar o para hacer juegos de bloques y puedes poner a cuatro en la mesita jugando todos juntos. Además, con esta mesa los niños pueden mejorar su sociabilidad y habilidades. Puedes pegar sus dibujitos por la pared, y cuanto más habilidosos sean los niños, sus construcciones de bloques o dibujos serán de más calidad.
Hay muchos objetos más para niños y no tan niños como el diorama del tren que lo puedes personalizar con la ayuda de otros sims, o también hay más juguetes como el helicóptero, coches teledirigidos, etc.

### Ropa Nueva
Los Sims 2: Y sus hobbies añade para tus sims ropa nueva para todas las edades, hay ropa normal y también ropa que tiene relacionadas con los hobbies, como por ejemplo: los “tutús” de ballet o los equipajes para hacer deporte.

### La criatura de esta expansión
La criatura nueva de esta expansión es un Genio de la lámpara (Similar al de Los Sims: Más vivos que nunca). Esta lámpara se puede conseguir a través de la gitana, te la deja en la puerta de tu casa si tus sims tienen su barra de aspiración de vida muy alta. También puede ser encontrada en el desván de una de las familias que vienen por defecto en el juego, concretamente en el "Valle Desiderata" en la familia de los "Azpiri".
Un sim puede pedir deseos a este genio, pero, ¡cuidado!, si el sim se vuelve demasiado avaricioso puede haber consecuencias... Sólo puedes pedir 3 deseos, después de usarlos la lámpara desaparece. Los deseos que pueden ser pedidos son:
- ¡Dame riqueza!
- ¡Dame belleza!
- ¡Dame una larga vida!
- ¡Dame el poder de engañar a la muerte!
- ¡Resucitar!

### Otras características
- Una de las características interesantes que se han añadido es que cuando tus sims crezcan, tu puedes elegir que otros sims (amigos o familiares) crezcan con él. Por ejemplo, si tienes a un sim niño que va a crecer puedes elegir a un amigo suyo para que crezca también. Puedes elegir a un máximo de tres sims para que crezcan con un mismo sim.

- Con esta expansión se han incluido nuevas carreras relacionadas con los hobbies: Arquitectura, Bailar, Entretenimiento, Oceanografía e Inteligencia (espionaje).

- También hay una radio personalizada que te permite programar tu emisora con la música que más te guste, sea del juego o de tu ordenador.